# Krish Nannan Panday
Radjnarain Mohanpersad (Krish) Nannan Panday (Kwatta, 21 oktober 1928 – 2 maart 2025) was een Surinaams politicus en bestuurder. Hij stond aan het hoofd van overheidsorganisaties en was eind jaren 1960 begin jaren 1970 minister voor Onderwijs en Volksontwikkeling en Landbouw, Veeteelt en Visserij. Zestig jaar lang speelde hij als hoofdbestuurslid een belangrijke rol voor de hindoeïstische organisatie Sanatan Dharm.

## Biografie
Na afronding van zijn lerarenopleiding in 1946 werd hij docent. In 1953 vertrok hij naar India Voor studie aan de Universiteit van Punjab waar hij in 1955 afstudeerde als Bachelor of Arts. Na een tweejarige studie aan het Institute of Social Studies (ISS) in Den Haag slaagde hij als Master of Science. Na nog twee jaar studie, aan de Universiteit van Amsterdam in onder andere internationaal recht, promoveerde hij in 1959 in economie op het proefschrift Agriculture in Surinam 1650-1950, an inquiry into the causes of its decline.
Na terugkeer in zijn vaderland was hij onder meer hoofd van het bureau Volksontwikkeling en Volksvorming van het departement van Onderwijs en Volksontwikkeling en adviseur bij het Planbureau. Van 1963 tot 1969 was hij namens de Hindoestaanse partij VHP lid van de Staten van Suriname en in de periode 1964-1967 fractieleider, toen Jagernath Lachmon voorzitter van de Staten was.
Daarnaast was hij vanaf 1964 vicevoorzitter van de hindoe-organisatie Sanatan Dharm en vanaf 1968 voorzitter van deze organisatie. Bij zijn overlijden in 2025 memoreerde de organisatie dat Nannan Panday had gezorgd voor bloei. Ook legde hij de basis voor spirituele en culturele groei bij veel andere organisaties. Hij zat tot op hoge leeftijd in het hoofdbestuur van Sanatan Dharm. Eind 20e eeuw had de organisatie vijftig hindoeïstische tempels in Suriname en in 2017 waren er meer dan 100.000 volgelingen aangesloten. Sinds dat jaar heeft het ook een eigen televisiestation met de naam Sanatan Dharm TV.
Na de verkiezingen van 1969 was hij minister van Onderwijs en Volksontwikkeling. In 1972 volgde hij Ramsewak Shankar op als minister van Landbouw, Veeteelt en Visserij. Die functie was vrijgekomen omdat zijn partijgenoot Shankar, van 1988 tot 1990 de president van Suriname, eind 1971 was benoemd tot directeur van de Stichting Machinale Landbouw (SML) in Wageningen. Na de verkiezingen van 1973 kwam de VHP in de oppositie en keerde Nannan Panday terug als parlementslid.
In 2012 werd hij onderscheiden als Groot Officier in de Ereorde van de Palm.
Nanan Panday overleed in de ochtend van 2 maart 2025. Hij is 96 jaar oud geworden.